# Lista fyr
Lista fyr (auch  Gunnarshaug fyr) ist ein Leuchtturm an der Südküste Norwegens westlich von Vestbygd und des Flughafens Farsund an der Südseite des Listafjordes. Zweck des Leuchtturm ist es, zusammen mit Varnes fyr den Schiffsverkehr nach Flekkefjord und zu Ankerplätzen im Fedafjord zu führen.

## Geschichte
Der Leuchtturm ist ein runder, sich verjüngender Turm aus Granitsteinen, der zwischen 1834 und 1836 unter der Leitung des Hafen- und Hafeninspektors Leutnant Oluf Arntzen, dem späteren Feuer- und Zollinspektor, gebaut wurde.
Die Objektiveinheit bestand aus acht Blinklinsen und gab jede Minute einen Blink ab. 1843 gab die Kommission den Auftrag, Lista fyr um zwei neue Türme derselben Größe zu erweitern. Die neue Anlage wurde am 16. September 1853 in Betrieb genommen. Die Entwicklung der Lichteinheiten führte zur Vereinfachung, und 1873 wurden zwei der Türme abgerissen, der nördlichste weiterverwendet.
In den 1890er Jahren wurde eine optische Signalstation am Leuchtturm installiert und in den 1930er Jahren ein leistungsfähiges Funkfeuer, das auch der Luftfahrt diente. Gleichzeitig wurde der Leuchtturm mit elektrischer Energie versorgt und das Nebelhorn wurde durch ein Diaphon ersetzt. 1988 wurde das Feuer automatisiert und das Nebelsignal und das Funkfeuer abgeschaltet. 2003 wurde das Leuchtfeuer automatisiert und ist seither unbemannt.
Die Station umfasst ein Maschinenhaus, Nebengebäude sowie ein Bootshaus. Der Leuchtturm verfügt über eine Wetterstation. Am 29. Dezember 1994 wurde die gesamte Anlage unter Denkmalschutz gestellt.
Der Leuchtturm ist der einzige höhere Steinturm der Region und im Zusammenhang der norwegischen Leuchtturmgeschichte als selten anzusehen.

## Standort
Der Leuchtturm befindet sich an der Südwestküste Norwegens, im Europäischen Nordmeer. An der Südseite vom Listafjord gelegen ist sein Standort über die Straße Nr. 43 über Farsund, Vestbygd und 4563 Borhaug erreichbar.

## Galerie

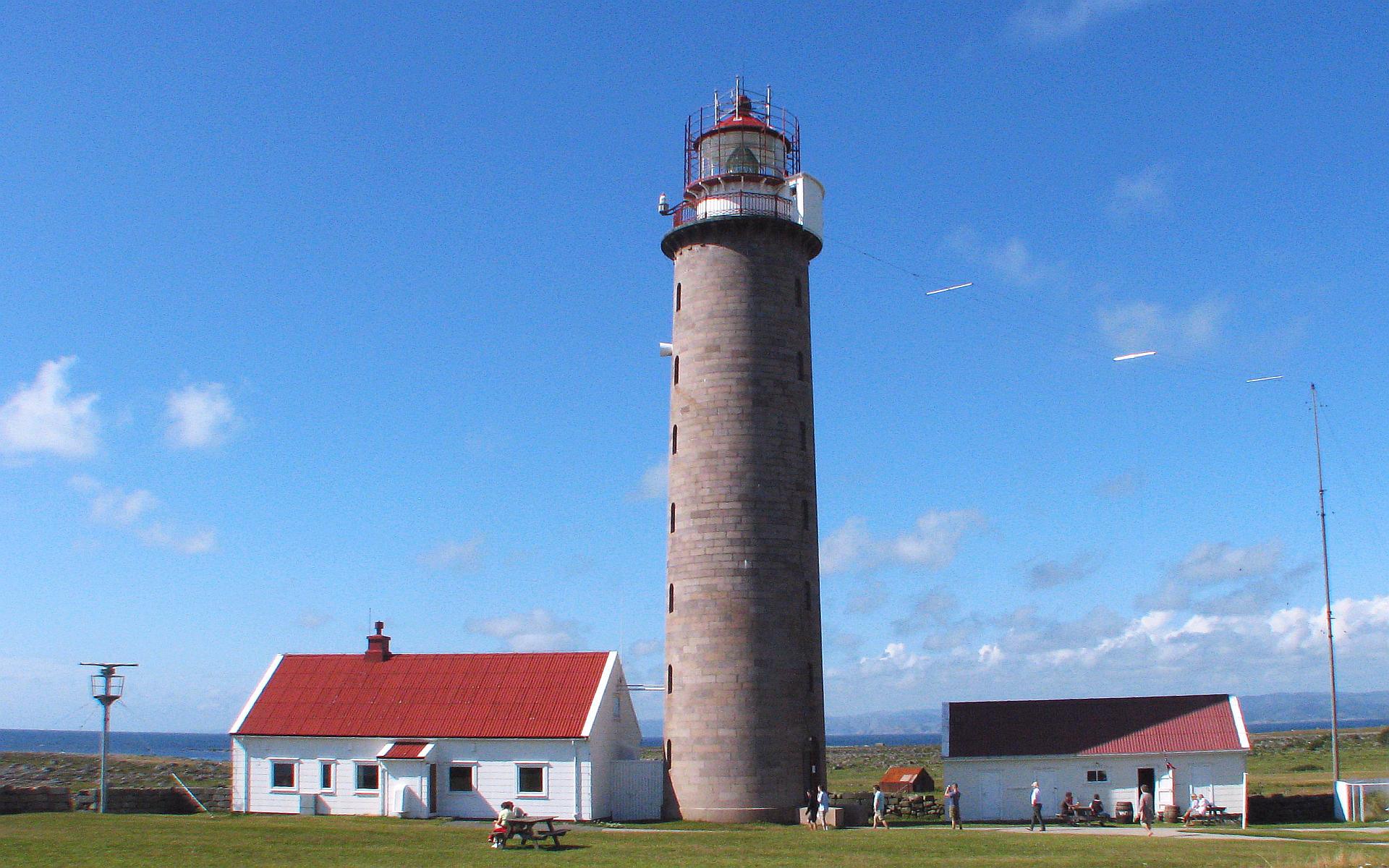
„Lista Fyr“ – 34 m hoher Granitquader-Turm
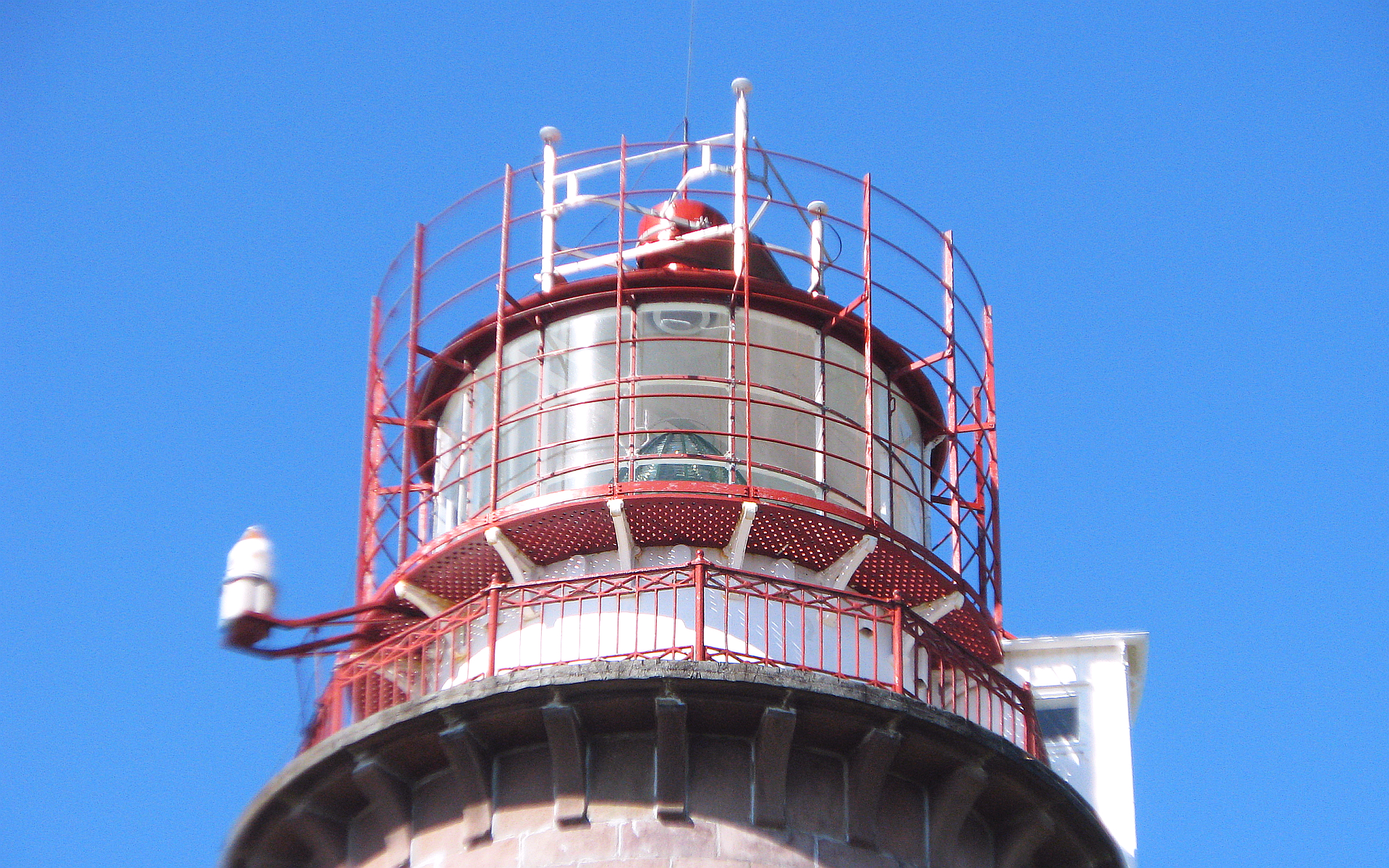
Laterne in 39 m Höhe, Reichweite 17 nautische Meilen
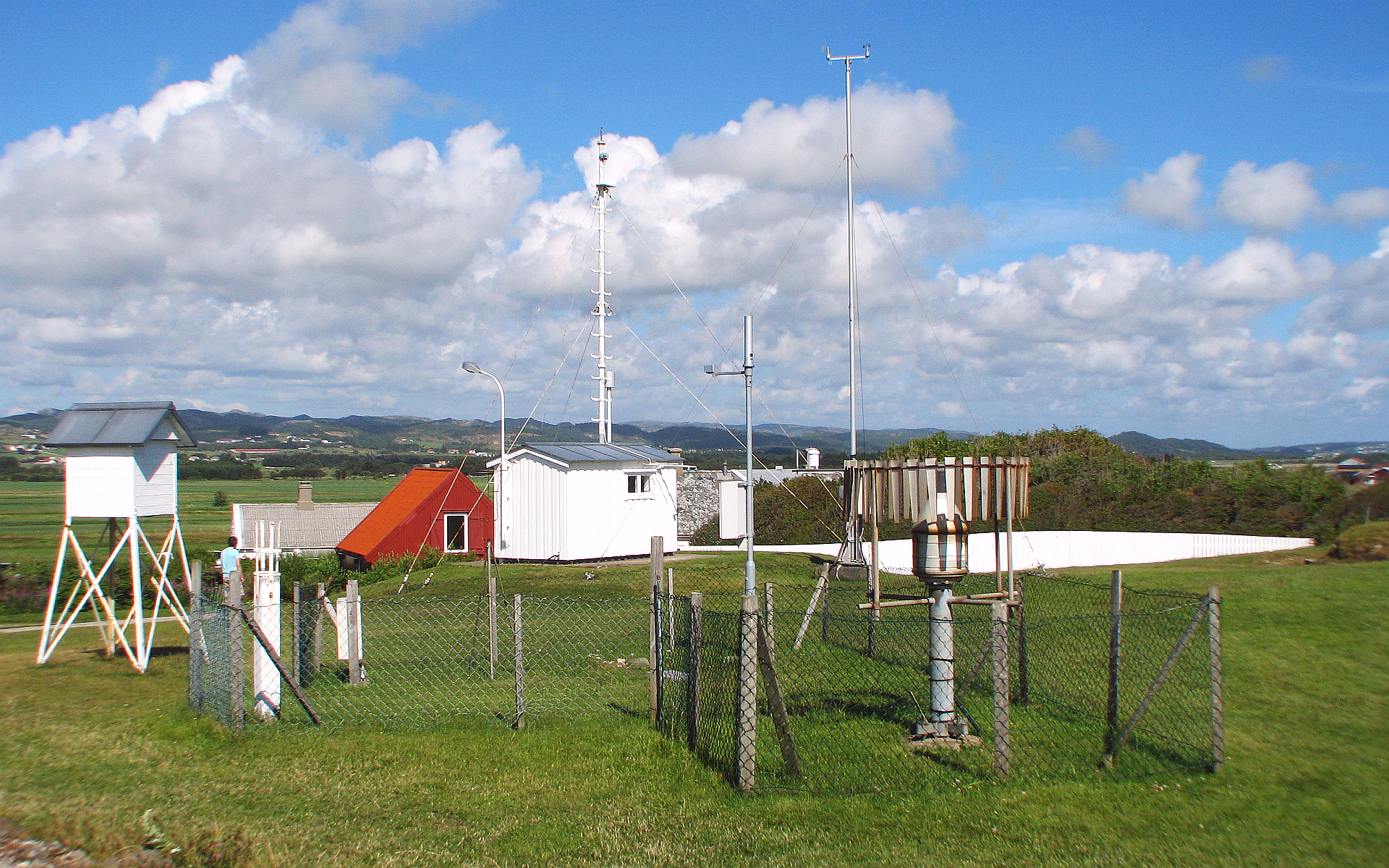
Wetterstation in der Nähe des Leuchtturmes